# Flavius Iulianus
Flavius Iulianus (sein Praenomen ist nicht bekannt) war ein im 2. Jahrhundert n. Chr. lebender Angehöriger des römischen Ritterstandes (Eques).
Durch ein Militärdiplom ist belegt, dass Iulianus 148 Kommandeur der Cohors I Raetorum war, die zu diesem Zeitpunkt in der Provinz Asia stationiert war. Möglicherweise ist er mit Titus Flavius Iulianus verwandt, der 139 Kommandeur der Ala I Thracum Veterana war.